# Berard z Marsi
Berard z Marsi, Berardo de Marsi (ur. 1079 lub 1080 na zamku w Colli, zm. 3 listopada 1130 w Marsi) – włoski benedyktyn, kardynał i biskup Marsi, błogosławiony Kościoła katolickiego.

## Życiorys
Był synem hrabiego Marsi Berarda i jego żony Teodozji. Przeznaczony do stanu duchownego, na wychowanie oddany został do miejscowego klasztoru św. Sabiny należącego do kanoników regularnych, a później przez sześć lat pobierał nauki w klasztorze na Monte Cassino. Za pontyfikatu Paschalisa II przeszedł do pracy w kurii papieskiej. Około 1104 przyjął święcenia subdiakonatu, a około 1105 został mianowany kardynałem diakonem S. Angelo in Pescheria. W tej drugiej godności jest poświadczony w dokumentach między 24 lutego 1107 a 7 września 1109. Pod koniec 1109 lub na początku 1110 przyjął święcenia kapłańskie i został kardynałem prezbiterem San Crisogono.
W 1110 Paschalis II mianował 30-letniego Berarda biskupem jego rodzinnego miasta Marsi, co w owym czasie było równoznaczne z opuszczeniem Kolegium Kardynalskiego. Objęcie tego urzędu nie było jednak łatwym zadaniem, gdyż w owym czasie w Marsi wciąż działał wyświęcony jeszcze przez antypapieża Klemensa III biskup Sigenulfus, mający poparcie miejscowego kleru, przeciwnego reformom gregoriańskim, oraz części lokalnych baronów. Wskutek gwałtownej opozycji z ich strony Berard, zagorzały przeciwnik symonii i konkubinatu duchownych, filantrop religijny kilkakrotnie był wypędzany ze swej diecezji. Za swoje wystąpienia przeciwko samowoli feudałów był pobity, więziony (przez Piotra Colonnę), próbowano go też ukamienować. W okresach, gdy nie mógł rezydować w Marsi, przebywał przeważnie w kurii papieskiej lub wykonywał inne zadania na rzecz papieża. W październiku 1113 sygnował dokument Paschalisa II wystawiony w Ferentino, a w nieokreślonym bliżej punkcie czasowym (między 1110 a 1118) był także legatem tego papieża na Sardynii. W lutym 1114 uzyskał przywilej protekcyjny dla swojej diecezji. W 1122 działał jako sędzia delegowany z ramienia papieża Kaliksta II.
Berard zmarł 3 listopada 1130 i został pochowany w katedrze w Marsi. Cały swój majątek pozostawił ubogim. Jego kult w diecezji Marsi został oficjalnie zatwierdzony 10 maja 1802 przez papieża Piusa VII, który ogłosił go patronem tej diecezji.